# 王岳伦
王岳伦（1973年9月24日—），中国导演，在2009年与湖南卫视主持人李湘结婚，并生下一女王诗龄，2013年，王岳伦带女儿王诗龄参加了湖南卫视亲子节目《爸爸去哪儿》。2021年與李湘離婚。

## 执导作品

### 电影
- 2009年，《熊猫大侠》
- 2010年，《十全九美》
- 2012年，《乐翻天》
- 2017年，《十全九美之真爱无双》(網絡電影)

### 電視劇
- 《人人都说我爱你》（播出時間不詳）

### 網絡劇
- 2013年，《人生需要揭穿》（爱奇艺網絡劇）

### MV
- 王菲《新房客》《寒武纪》
- 郑钧《三分之一理想》
- 后弦《单车恋人》
- 后弦《九公主》
- 后弦《昆明湖》
- 郭顶《不是说好的吗》
- 张靓颖《朝思暮想》
- 羽泉《冷酷到底》
- 李宇春《梨花香》
- 爱乐团《放开》《天涯》
- 厉娜《NANA》
- 袁泉《孤独的花朵》
- 乔任梁《新的约定》
- 江映蓉《一不小心爱上你》
- 李炜《残缺》
- 安又琪《唱得响亮》
- 王澜霏《寂寞河流》

## 监制作品

### MV
- 李宇春《少年中国》
- 李宇春《差生》
- 李宇春《阿么》
- 李宇春《下个路口见》

## 参演作品
- 2014年，電影《大电影爸爸去哪儿》（攜同女兒王詩齡參加）
- 2013年，綜藝節目《爸爸去哪兒 (第一季)》（攜同女兒王詩齡參加）
- 2015年，綜藝節目《爲她而戰》
- 2016年，綜藝節目《一路上有你2》
- 2017年，電視劇《思美人》 饰 齐宣王

## 其他
- 2014年，为《女王驾到》中“闪爱女王”单元担任“藝術總監”。